# Phytoseiulus fragariae
Phytoseiulus fragariae är en spindeldjursart som beskrevs av Denmark och Schicha 1983. Phytoseiulus fragariae ingår i släktet Phytoseiulus och familjen Phytoseiidae. Inga underarter finns listade i Catalogue of Life.